# 212
Évszázadok: 2. század – 3. század – 4. század
Évtizedek: 160-as évek – 170-es évek – 180-as évek – 190-es évek – 200-as évek – 210-es évek – 220-as évek – 230-as évek – 240-es évek – 250-es évek – 260-as évek
Évek: 207 – 208 – 209 – 210 –  211 – 212 – 213 – 214 – 215 – 216 – 217

## Események

### Római Birodalom
- Caius Iulius Aspert (helyettese májustól Cn. Claudius? Severus) és Caius Iulius Camilius Aspert (helyettese Ti. Claudius? Pompeianus) választják consulnak.
- Caracalla császár damnatio memoriae-t rendeltet el meggyilkolt öccsével szemben. Leszámol korábbi támogatóival, a politikai tisztogatásokban állítólag 20 ezer embert végeznek ki. Közöttük van a híres jogász, Papinianus, valamint Marcus Aurelius utolsó élő gyermeke, Cornificia.
- Caracalla a július 1-én kiadott constitutio Antoninianá-val kiterjeszti a római polgárjogot a birodalom majd valamennyi szabad  lakosára (kivéve azok provinciák lakóit, akik közvetlen háborús hódítás révén kerültek Róma uralma alá).
- Caracalla elkezdi a nevét viselő hatalmas fürdők építtetését Rómában.

## Halálozások
- Aemilius Papinianus, római jogász
- Annia Cornificia Faustina Minor, Marcus Aurelius lánya
- Serenus Sammonicus, római polihisztor

## Fordítás
- Ez a szócikk részben vagy egészben  a(z)   212 című angol Wikipédia-szócikk ezen változatának fordításán alapul.  Az eredeti cikk szerkesztőit annak laptörténete sorolja fel. Ez a jelzés csupán a megfogalmazás eredetét és a szerzői jogokat jelzi, nem szolgál a cikkben szereplő információk forrásmegjelöléseként.